# Geschiedenis van Kiev
Dit artikel handelt over de geschiedenis van Kiev.

## Ontstaan
Kiev ontstond aan de rivier de Dnjepr, op de handelsroute tussen Scandinavië en Constantinopel. De Noordse legende dat de stad door de Vikingen zou zijn gesticht, is onjuist gebleken, omdat Kiev zeker ouder is. 
Volgens de Nestorkroniek werd Kiev gesticht door drie Poljaanse broers, genaamd Kyj, Sjtsjek en Choryv en naar de oudste van hen genoemd ("Kiev" = 'Stad van Kyj', Oekraïens: Kyjiv). Dit moet op zijn laatst begin zesde eeuw hebben plaatsgevonden, omdat de naam van de Slavische vorst Kyj in deze tijd in Byzantijnse kronieken wordt genoemd. Sommige middeleeuwse bronnen plaatsen de stichting van Kiev nog eerder, in de jaren 430-460. Ook zijn er aanwijzingen dat de stad nog ouder is en al met de door Jordanes genoemde Gotische stad DanparstaÞir (= "Stad aan de Dnjepr") moet worden geïdentificeerd.
Mogelijk dient de Chazaarse handelspost Sambat met het vroege Kiev te worden geïdentificeerd. Toen naar verluidt de Varjagen de stad eind 9e eeuw veroverden, betaalden de Slavische inwoners tribuut aan de Chazaren.

## Tijdens het Kievse Rijk
Kiev beleefde zijn bloeitijd tussen 882 en 1169, toen het de hoofdstad was van het Oostslavische Kievse Rijk. In 968 kon de stad een belegering door de Turkse Petsjenegen afslaan. In 988 lieten de stadsbewoners zich massaal dopen in de rivier. Uit die periode, waarin de Slaven overgingen op het (oosterse) christendom, dateren de belangrijkste monumenten in de stad, de Sint-Sophiakathedraal en het holenklooster. Beide staan op de Werelderfgoedlijst van UNESCO. Van veel recenter datum zijn de Sint-Andrieskerk, met de groene "ui-daken", en de Sint-Volodymyrkathedraal.

## Verwoesting en afhankelijkheid

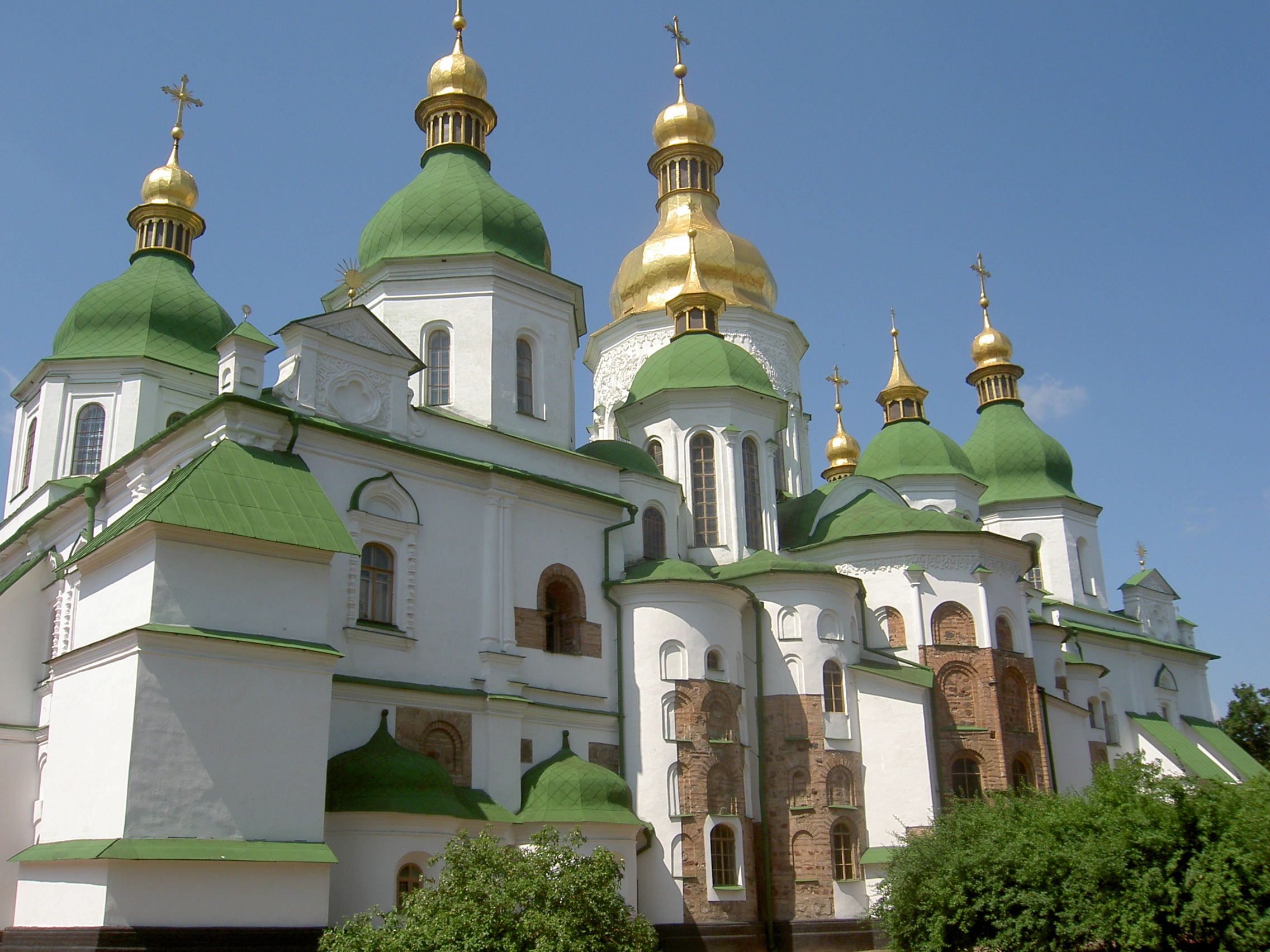
Kathedraal van Kiev

In 1240 werd Kiev, dat met zijn ruim 30.000 inwoners toen een van de grootste steden van Europa was, door Batu Khan en zijn leger Mongolen verwoest. Meerdere redenen hiervoor zijn aan te voeren. Ten eerste was Kiev een rijke stad die geplunderd kon worden. Ten tweede hadden de inwoners van Kiev de fout gemaakt de Mongoolse ambassadeurs die om overgave kwamen vragen van de torens te gooien. Dit gold onder de Mongolen als heiligschennis. Een andere reden voor de verwoesting van Kiev was dat de Venetiaanse handelaars rond de Zwarte Zee de Mongolen hadden opgestookt tegen het rijke Kiev, dat tot dan toe de belangrijkste handelspost op dat deel van de handelsroutes naar Azië was.
De komende 6 eeuwen zou Kiev niet meer dan een provinciestad zijn, afhankelijk van de naburige grootmachten: het Vorstendom Halytsj-Volyn, het grootvorstendom Litouwen, het Pools-Litouwse Gemenebest (binnen het woiwodschap Kiev), Moskovië en het Russische Rijk. Tijdens de 'Litouwse' periode werd de stad nog maar eens verwoest door de Krim-Tataren (1482).
Ondanks deze afhankelijkheid blijft Kiev een belangrijk centrum van de Slavische cultuur en van de orthodoxe religie.

## Industrialisering en sovjetperiode
Door de beginnende industrialisering aan het eind van de 19e eeuw begon de stad weer te groeien; omstreeks 1900 had zij 250.000 inwoners. In de verwarde situatie na de Eerste Wereldoorlog en de Russische Revolutie werd Kiev herhaaldelijk veroverd door de verschillende strijdende partijen: Oekraïense nationalisten, Polen, de anticommunistische Russische generaal Denikin en de bolsjewieken. Van 1917 tot 1919 was Kiev de hoofdstad van de Volksrepubliek Oekraïne. In 1922 werd Oekraïne een sovjetrepubliek, maar de hoofdstad werd Charkov, tot in 1934 Kiev weer de hoofdstad werd. De sovjetperiode vóór de Tweede Wereldoorlog was een zware tijd voor Oekraïne, getekend door hongersnood en politieke repressie. Vele gebouwen werden verwaarloosd of vernield, zo bijvoorbeeld de Sint-Michielskerk, die intussen heropgebouwd is.

## Tweede Wereldoorlog
Op 19 september 1941 werd Kiev bij de slag om Kiev veroverd door nazi-Duitsland. 33.000 joodse inwoners van de stad werden kort daarop vermoord in het ravijn Babi Jar, dat destijds nog buiten de stadsgrenzen van Kiev lag. Op 9 augustus 1942 werd de zogenaamde dodenwedstrijd gespeeld tussen een elftal van Dynamo Kiev en een Duits elftal. De spelers van Dynamo moesten hun overwinning met de dood bekopen.
Op 6 november 1943 werd de stad door het Rode Leger bevrijd.

## Na de onafhankelijkheid
Na het uiteenvallen van de Sovjet-Unie in 1991 werd Kiev de hoofdstad van het onafhankelijke Oekraïne. In november/december 2004 was Kiev het toneel van felle protestdemonstraties van aanhangers van Viktor Joesjtsjenko tegen de vervalsing van de verkiezingsuitslag door aanhangers van Viktor Janoekovytsj, die uiteindelijk leidden tot de verkiezing van eerstgenoemde tot president (deze periode staat bekend als de Oranje Revolutie).
In 2013-2014 was het onafhankelijkheidsplein in Kiev het toneel van de Euromaiden-protesten en de daaropvolgende Revolutie van de Waardigheid tegen de pro-Russische regering van president Viktor Janoekovitsj.
Op 24 februari 2022 viel Rusland Oekraïne binnen vanuit vele fronten. Kiev was een van de frontsteden in de oorlog. President Volodymyr Zelensky besloot om in de stad te blijven en zijn land vanuit Kiev te leiden bij de verdediging tegen de Russische agressie.
Amsterdam · Andorra la Vella · Athene · Belgrado · Berlijn · Bern · Boedapest · Boekarest · Bratislava · Brussel · Chisinau · Dublin · Helsinki · Kiev · Kopenhagen · Ljubljana · Londen · Lissabon · Luxemburg · Madrid · Minsk · Monaco · Moskou · Nicosia · Oslo · Parijs · Podgorica · Praag · Pristina · Reykjavik · Riga · Rome · San Marino · Sarajevo · Skopje · Sofia · Stockholm · Tallinn · Tirana · Valletta · Vaticaanstad · Vaduz · Vilnius · Warschau · Wenen · Zagreb